# Synsphyronus magnus
Espèce
Synsphyronus magnus est une espèce de pseudoscorpions de la famille des Garypidae.

## Distribution
Cette espèce est endémique d'Australie-Occidentale. Elle se rencontre vers Margaret River, Bunbury et Perth.

## Description
La femelle holotype mesure 4,45 mm.
Les mâles mesurent de 4,4 à 4,6 mm et les femelles de 4,4 à 5,9 mm.

## Publication originale
- Hoff, 1947 : New species of diplosphyronid pseudoscorpions from Australia. Psyche, vol. 54, p. 36-56 (texte intégral).